# ヒムキ
ヒムキ（Химки, Khimki）は、ロシアのモスクワ州にある都市。人口は25万7128人（2021年）。首都モスクワの北西に接する衛星都市。ドルゴプルドニ市が北東にある。ヴォルガ川上流とモスクワ川を結ぶモスクワ運河が東に通り、モスクワとサンクトペテルブルクを結ぶ幹線鉄道と高速道路M10も通る。

## 概要
ロシアの人口が減少する中、ヒムキの人口は急速に拡大を続けている。モスクワ大都市圏は人口増加が著しく、都心からもシェレメーチエヴォ国際空港からも近いヒムキでは大規模な住宅建設が進められている。また企業や商業の進出も盛んで、フランスの大手小売りグループ・オーシャン（Auchan）とスウェーデンの家具チェーン・イケア（IKEA）の入居するロシア最大級のショッピングモールが開設されている。一方で、森林を切り開いての乱開発や高速道路計画に対して反対運動もある。
ロシアのプロバスケットボールチーム・BCヒムキ（BC Khimki）やプロサッカークラブ・FCヒムキの本拠地である。

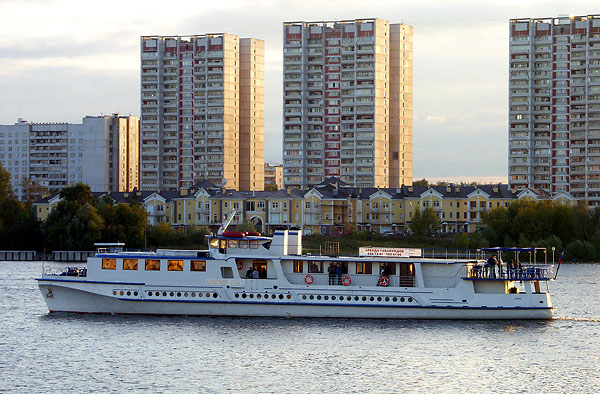
モスクワ運河を航行する船
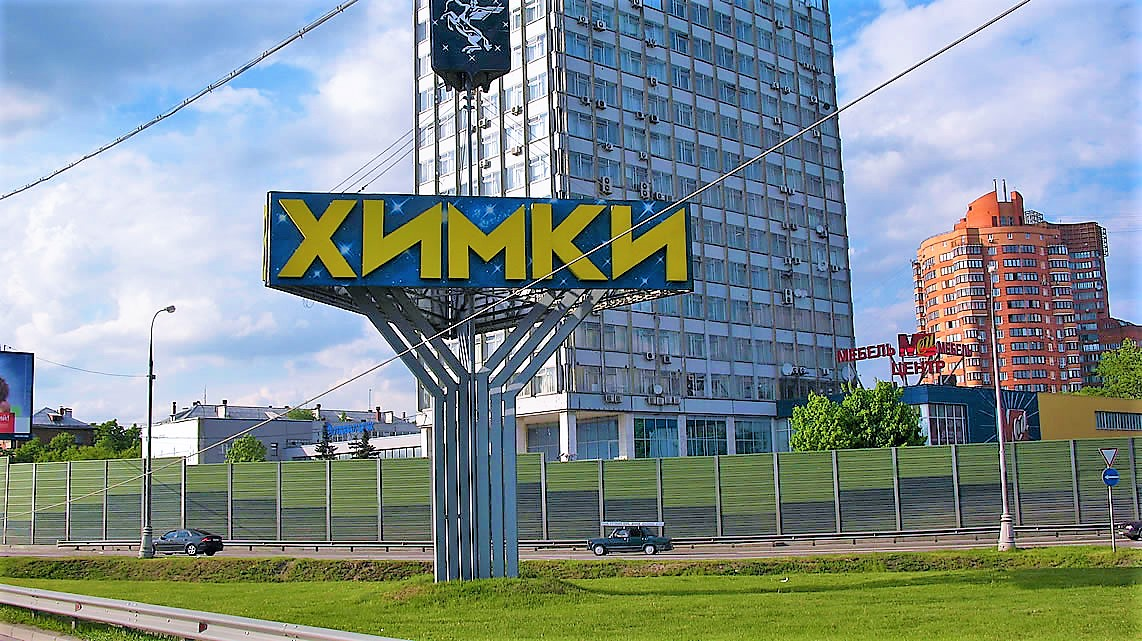
ヒムキの高速道路沿いの風景
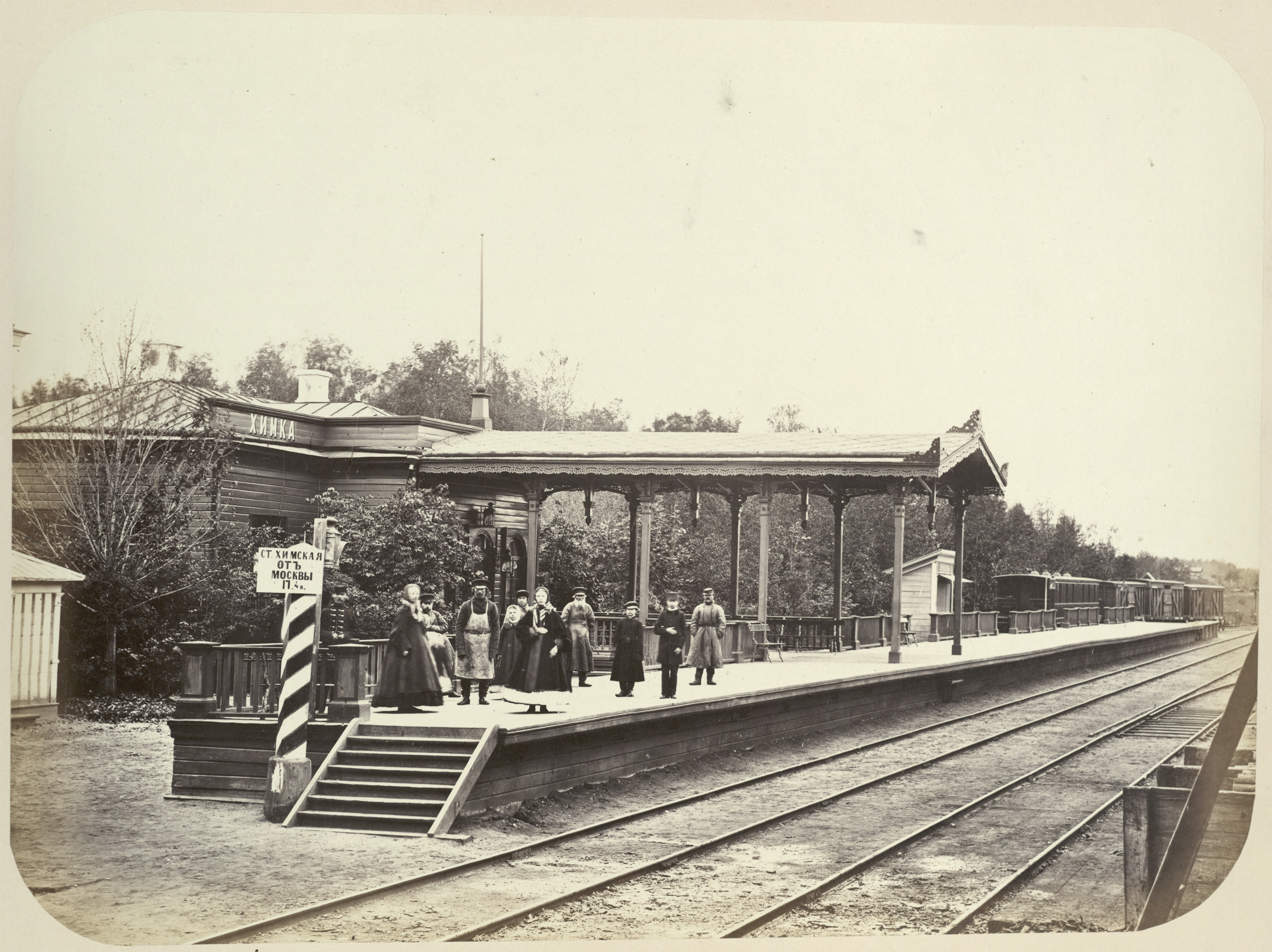
1863年～64年頃のヒムキ駅
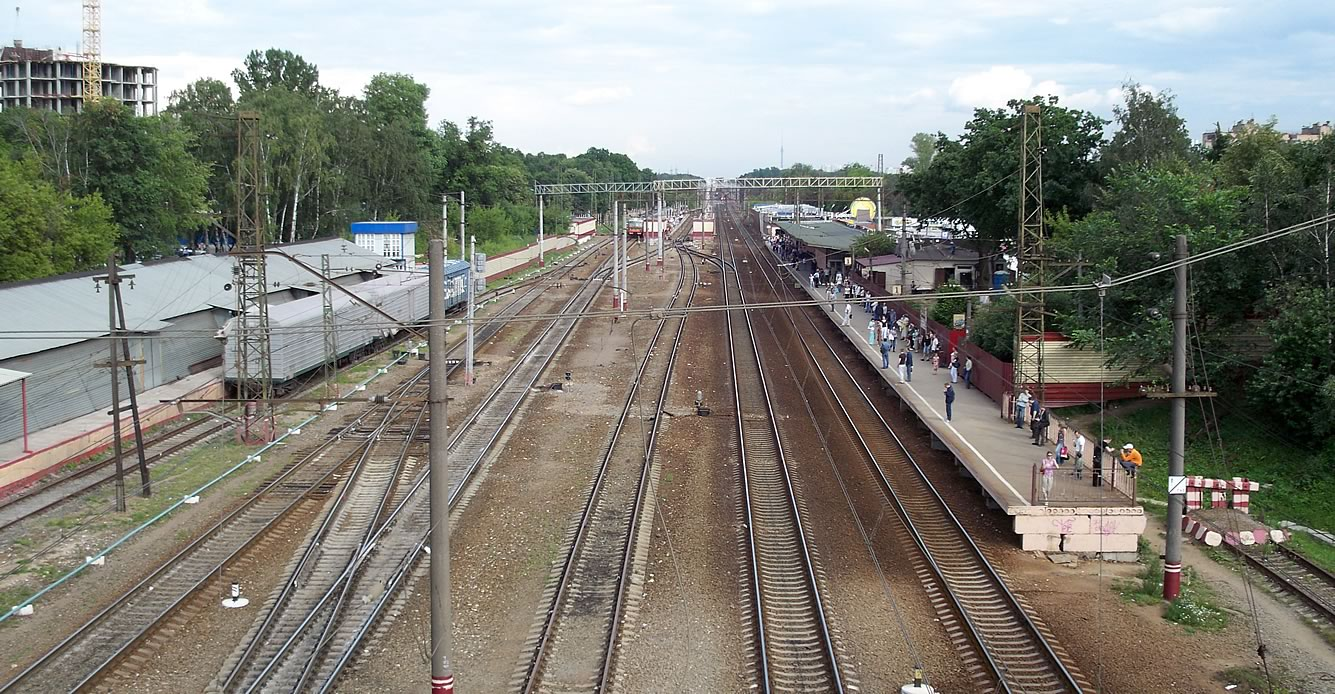
2008年のヒムキ駅

## 歴史
モスクワ・サンクトペテルブルク鉄道には1850年からヒムキ駅があり、その周りに街ができ郊外の保養地として人が集まった。ソ連発足後は工場もヒムキ駅周辺に次第に集まり始めた。ヒムキの集落は1939年に市となった。現在はヒムキ市はモスクワ市と境を接している。
独ソ戦のモスクワの戦いでは、1941年11月から12月にかけてドイツ国防軍はモスクワ運河沿いのこの地でモスクワに最接近し、赤軍は必死の抵抗を繰り広げた。これを記念する巨大な対戦車用障害物の形をした記念碑が、モスクワ・サンクトペテルブルク間の高速道路と鉄道が交差する付近（イケア・ショッピングセンターの近く）に立っている。また戦没した兵士やパイロットが埋葬されているヒムキ戦争記念碑もある。

### 閉鎖都市
冷戦期、軍需産業が集中するヒムキは閉鎖都市となり、モスクワからサンクトペテルブルクやシェレメーチエヴォ国際空港に向かう高速道路沿線にあるにもかかわらず外国人は立ち入れない町となった。

## 産業
第二次世界大戦後、ヒムキはラボーチキン設計局をはじめとしてソ連の航空宇宙企業のいくつかが立地する産業都市となり、市民の多くはこれらの企業に就職していた。S-75、S-125、S-200、S-300といった地対空ミサイルや、大陸間弾道ミサイルと使い捨て型ロケットのエンジンはこの地で研究開発された。
これらの航空宇宙企業は、現在でも国際宇宙ステーション計画に参加するなど研究開発を続けている。

## 姉妹都市
- フロドナ、ベラルーシ
- ポルタヴァ、ウクライナ
- en:Kemer、トルコ